# 猫のホテル
猫のホテル（ねこのホテル）は、日本の劇団。通称「猫ホテ」。1990年旗揚げ。

## 略歴
1990年、主宰の千葉雅子を中心に國學院大學演劇研究会のメンバーによって旗揚げ。同年11月1日、新宿にて『金魚のおひるね』を上演した。当初は森田ガンツが作・演出を担当しておりファンシーな作風であったが、後に千葉が作・演出を手掛けるようになり、「人間のバカ哀しさ」をテーマとした作風に変化していった。2004年には、メンバーの池田鉄洋らが劇団内でコントユニット「表現・さわやか」を結成している。大手プロダクションに所属せずに自分たちでマネージメントをしている劇団としては珍しく、所属メンバーたちの舞台客演や映画・ドラマへの出演が多い。

## 主な所属メンバー
- 千葉雅子（主宰）
- 中村まこと
- 森田ガンツ
- 佐藤真弓
- 村上航
- いけだしん
- 岩本靖輝

## 過去の所属メンバー
- 菅原永二（2011年3月末日付けで退団）[5]
- 池田鉄洋（2012年5月17日付けで退団。コントユニット「表現・さわやか」主宰）[6]
- 市川しんぺー(2023年春退団）[7]

## 公演
- 金魚のおひるね（1990年）
- 本屋の主人（1991年）
- Precious Lord 〜さまよえる最後の日本人〜（1991年）
- タートルネックストーリー（1992年）
- 種の期限（1992年）
- ヨコワケでいこう（1993年）
- ズビビ先生のニュー人生ゲーム（1993年）
- しりすぎたのね。（1994年）
- リス顔男の朝といぬ顔男の夜（1994年）
- 君ごときに。（1995年）
- ザザ蟲（1995年）
- 怒鳴られ派（1996年）
- ヨコワケでいこう（再演）（1996年）
- 愛の狩人・ミネコとフジオ（1996年）
- ヨコワケでいこう〜いっかいこっきり〜（1997年）
- 苦労人〜なにを貴様にわかるものか。〜（1997年）[1]
- ゆうべのおれ〜ナイーブ気取りのあげくのはて〜（1998年）
- かまってくれよ（1998年）
- ノエル〜悪魔のようなあいつ〜（1998年）
- 二枚目考察（1999年）
- しぶき（1999年）
- ゲバ（1999年）
- スナック!〜赤飯・白衣〜（2000年）
- いたしかゆし（2000年）
- 苦労人（再演）（2000年）[1]
- ビルの中味（プロデュース公演）（2000年）
- 負（2001年）
- イメチェン（2001年）[8]
- 愛してる。いや言わんでいい。（2002年）
- キャノンボール★ハイ（2002年）
- 起きてるものはいないのか!（2002年 - 2003年）
- 新春!座長祭り（2003年）
- 裏日本（2003年）
- 座長祭り2004（2004年）
- しぶき（再演）（2004年）
- 土色の恋情（2005年）
- ウソツキー(2005年)　音楽担当：星野源
- 電界（2006年）[9]
- 苦労人（再演）（2007年）[1]
- けんか哀歌（2008年）
- イメチェン〜服従するは我にあり〜（2010年）[8]
- わたしのアイドル（2011年）[10]
- あの女（2013年）[11]
- アバエスク（2013年）[12]
- 愛さずにはいられない（2014年）[13]
- 秘境温泉名優ストリップ（2018年）
- ピンク（2021年）